# Lebia solea
La lebia solea es una especie de escarabajo terrestre de la familia Carabidae. Se encuentra en América del Norte.